# Archidendropsis lentiscifolia
Archidendropsis lentiscifolia är en ärtväxtart som först beskrevs av George Bentham, och fick sitt nu gällande namn av Ivan Christian Nielsen. Archidendropsis lentiscifolia ingår i släktet Archidendropsis och familjen ärtväxter. Inga underarter finns listade i Catalogue of Life.